# Somló
Der Somló ist ein Berg im Komitat Veszprém in West-Ungarn.
Es handelt sich um einen 431 Meter hohen, erloschenen Vulkan. Der Berg liegt 15 km westlich von Ajka im Landschafts- und Naturschutzgebiet „Somló Tájvédelmi Körzet“. Der Inselberg ist im umgebenden Flachland der Kleinen Ungarischen Tiefebene von Weitem erkennbar. Während die Bergkuppe dicht bewaldet ist, bilden Weingärten an den Hängen mit 315 Hektar das kleinste Weinbaugebiet Ungarns. Auf dem Berg befinden sich die Reste der Burg Somló.

## Archäologische Funde
Zwischen 2023 und 2025 fanden Archäologen auf dem Somló über 3.000 Jahre alte Metallartefakte, die neue Erkenntnisse über das Leben der bronze- und eisenzeitlichen Gemeinschaften liefern. Die Funde wurden in einem Artikel der Zeitschrift Antiquity veröffentlicht.
Funde aus dem 19. Jahrhundert wiesen bereits auf die Bedeutung der Stätte hin, doch systematische archäologische Untersuchungen waren bis vor wenigen Jahren nur begrenzt möglich. Nun hat ein Ausgrabungsteam die Stätte als eine der reichsten Quellen für Material aus der Spätbronzezeit (1450–800 v. Chr.) und der Früheisenzeit (800–450 v. Chr.) freigelegt.
Fünf der sechs Horte werden in die Spätbronzezeit datiert, einer in die frühe Eisenzeit. Der Erhaltungszustand und die Fundbedingungen machen die Funde außergewöhnlich. Die Arbeiten förderten größtenteils auf dem südöstlichen Plateau des Hügels über 900 Metallobjekte zutage. Dazu Broschen, dekorative Scheiben, vermutlich militärischer Schmuck, und eine seltene Speerspitze im Alpenstil aus Hort I. Zwei Horte (III und V) wurden in Keramiktöpfen vergraben – eine lange vermutete, aber für diese Zeit in Westungarn zuvor unbestätigte Praxis. Die Töpfe wurden an die Pannonische Universität geschickt und einer Computertomographie (CT) unterzogen, um die innere Anordnung der Objekte zu analysieren. Soós betont die Bedeutung von Hort V, der den ersten Beleg für lokale Metalldeponierungen am Übergang von der Spätbronze- zur Früheisenzeit lieferte. Neben Metallarbeiten enthielt der Hort Bernsteinperlen, Leder- und Textilfragmente sowie Schweine- und Eberstoßzähne, was die rituelle Komplexität unterstreicht. Die kontinuierliche Besiedlung des Hügels widerlegt gängigen Annahmen über die Siedlungsmuster der Region.
Typochronologische Datierungen und Radiokarbondatierungen von organischen Materialien wie den Knochen in Hort I sollen eine präzisere Chronologie der Besiedlung liefern. Die Anordnung und Schichtung der Objekte in den Horten deutet auf ein kompliziertes Verhaltensmuster, das eventuell mit einer elitären Klasse verbunden ist. Dies wird durch frühere Funde monumentaler Grabhügel in der Region gestützt.